# Peninah Arusei
Penninah Arusei Jerop (née le 23 février 1979) est une athlète kényane, spécialiste des courses de fond.

## Biographie
Elle participe aux Jeux olympiques de 2008 et se classe 18e de la finale du 10 000 mètres.
Lors des championnats du monde de semi-marathon 2009, à Nanning, en Chine, Penninah Arusei se classe troisième de l'épreuve individuelle, derrière sa compatriote Florence Kiplagat et l’Éthiopienne Dire Tune, et permet à son équipe de remporter le titre par équipes.
En 2011, elle remporte le semi-marathon de Paris.
En 2014, elle remporte le marathon de La Rochelle.

## Palmarès
| Date | Compétition                            | Lieu           | Résultat | Epreuve     |
| ---- | -------------------------------------- | -------------- | -------- | ----------- |
| 2007 | Jeux mondiaux militaires               | Hyderabad      | 1re      | 5 000 m     |
| 2008 | Jeux olympiques                        | Pékin          | 18e      | 10 000 m    |
| 2008 | Championnats du monde de semi-marathon | Rio de Janeiro | 5e       | Individuel  |
| 2008 | Championnats du monde de semi-marathon | Rio de Janeiro | 2e       | Par équipes |
| 2010 | Championnats du monde de semi-marathon | Nanning        | 3e       | Individuel  |
| 2010 | Championnats du monde de semi-marathon | Nanning        | 1re      | Par équipes |

### Records
| Épreuve       | Performance     | Lieu      | Date             |
| ------------- | --------------- | --------- | ---------------- |
| 10 000 m      | 30 min 57 s 8   | Steenwijk | 18 juillet 2008  |
| Semi-marathon | 1 h 7 min 48 s  | Lille     | 4 septembre 2010 |
| Marathon      | 2 h 27 min 17 s | Vienne    | 17 avril 2011    |